# Trame (tissage)
Pour les articles homonymes, voir Trame.
En tissage et en tapisserie la trame désigne les fils passés entre les fils de chaîne. En tapisserie, ces derniers sont entièrement recouvertes par les fils de trame qui constituent le motif. Sur le devant d'une tapisserie finie et suspendue, seule la trame reste visible.